# Scritti Politti
A Scritti Politti egy brit new wave együttes Leedsből. Az együttest 1977-ben alapították. Egyik legnagyobb sikert hozó albumuk az 1985-ben megjelent Cupid & Psyche 85, amely szerepel az 1001 lemez, amit hallanod kell, mielőtt meghalsz című könyvben.

## Diszkográfia
- Songs to Remember (1982)
- Cupid & Psyche 85 (1985)
- Provision (1988)
- Anomie & Bonhomie (1999)
- White Bread Black Beer (2006)

## Fordítás
- Ez a szócikk részben vagy egészben  a   Scritti Politti című angol Wikipédia-szócikk fordításán alapul.  Az eredeti cikk szerkesztőit annak laptörténete sorolja fel. Ez a jelzés csupán a megfogalmazás eredetét és a szerzői jogokat jelzi, nem szolgál a cikkben szereplő információk forrásmegjelöléseként.